# 巴博尼迈杰尔
巴博尼迈杰尔，是匈牙利绍莫吉州所辖的一个村。总面积21.93平方公里，总人口813，人口密度37.1人/平方公里（2011年1月1日）。